# 李夫人 (司马炎)
李夫人（?—?），晋武帝司马炎的妃嫔。封为夫人。晋愍帝的祖母。
李氏或为司徒李胤的同族。审美人为司马炎生有二子：淮南忠壮王司马允、吴王司马晏。晋武帝泰始九年（272年），李夫人生子司马允。晋武帝太康二年（281年），李夫人又生子司马晏。晋惠帝元康九年（299年），司马伦杀害司马允。永嘉之乱，司马晏被刘曜所杀。建兴元年（313年），司马晏的儿子司马邺即位为晋愍帝。